# Mionica (Mionica, Srbija)
Mionica je naselje i središte istoimene općine u Republici Srbiji. Nalazi se u Središnjoj Srbiji, istočno od Valjeva, i spada u Kolubarski okrug.

## Povijest
Mionica se početkom 20. stoljeća dijelila na selo i gradić Mionicu. Selo Mionica se nalazi s obje strane rječice Ribnice, pritoke rijeke Kolubare. Gradić Mionica, koja se počela naseljavati tek od 1860. godine, nalazi se na sredini atara istoimenog sela.
Mionička crkva, hram Vaznesenja Gospodnjeg, danas najstarija građevina u Mionici, sagrađena je 1856. godine. Prvi svećenik bio je Toma Lukić, rodom iz Gornjeg Mušića.
Stalnu osnovnu školu Mionica je dobila 1864. godine, ali je još od 1827. godine u mioničkim Rakićima privatno radio kao učitelj Stepan Jovanović Gerenčić, rodom iz Zemuna.

## Stanovništvo
| Etnički sastav 2002. |            |        |
| Narod                | Stanovnika | %      |
| Srbi                 | 1.663      | 96,51% |
| Romi                 | 17         | 0,98%  |
| Jugoslaveni          | 4          | 0,23%  |
| Slovenci             | 3          | 0,17%  |
| Muslimani            | 2          | 0,11%  |
| Bunjevci             | 1          | 0,05%  |
| Hrvati               | 1          | 0,05%  |
| Mađari               | 1          | 0,05%  |
| Makedonci            | 1          | 0,05%  |
| nepoznato            | 25         | 1,45%  |

| broj stanovnika | 568   | 656   | 860   | 1227  | 1438  | 1679  | 1723  |
|                 | 1948. | 1953. | 1961. | 1971. | 1981. | 1991. | 2002. |